# Боровенька
Борове́нька (укр. Боровенька) — село,
Боровеньковский сельский совет,
Лебединский район,
Сумская область,
Украина.
Код КОАТУУ — 5922980801. Население по переписи 2001 года составляло 626 человек .
Является административным центром Боровеньковского сельского совета, в который, кроме того, входят сёла
Буровка,
Крутое и
Семеновка.

## Географическое положение
Село Боровенька находится на расстоянии в 3 км от левого берега реки Псёл.
На расстоянии в 2 км расположено село Будилка.
Село окружено лесным массивом (сосна, дуб).
Рядом проходит автомобильная дорога Т-1918.

## История
- Первое письменное упоминание о селе Боровенька принадлежит к 1636 году [3].

## Экономика
- «Сяйво», ООО.

## Объекты социальной сферы
- Детский сад.
- Школа I-II ст.
- Дом культуры.